# Pelophylax bedriagae
Малоазиатската водна жаба (Pelophylax bedriagae) е вид жаба от семейство Водни жаби (Ranidae). Видът не е застрашен от изчезване.

## Разпространение
Разпространен е в България, Гърция, Египет, Израел, Йордания, Кипър, Ливан, Сирия и Турция. В България видът се среща в река Върбица, Момчилград и в блатото Аркутино, Бургас.

## Описание
Популацията на вида е намаляваща.